# Vlaams infocentrum land- en tuinbouw
Het Vlaams infocentrum land- en tuinbouw (VILT) is een organisatie die onafhankelijke informatie en communicatie over de Vlaamse land- en tuinbouw wil bevorderen.
De organisatie werd in 1996 opgericht als vereniging zonder winstoogmerk (vzw), en is gevestigd in het Ellipsgebouw van de Vlaamse overheid te Brussel.
Het Vlaams infocentrum wordt geleid door een raad van bestuur, waarin de organisaties zetelen die ook instaan voor de financiering: het zijn vakorganisaties uit de landbouwsector zoals het Algemeen Boerensyndicaat en de Boerenbond, sectororganisaties zoals de Belgian Feed Association (BFA), BelOrta en Fedagrim, banken zoals CERA/KBC en Crelan, en openbare besturen waaronder de Vlaamse provincies en Vlaamse overheidsinstellingen zoals het Instituut voor Landbouw-, Visserij- en Voedingsonderzoek (ILVO), het Vlaams Centrum voor Agro- en Visserijmarketing (VLAM) en het Agentschap Landbouw en Zeevisserij.